# William R. King
William Rufus DeVane King (condado de Sampson, 7 de abril de 1786 - Selma, 18 de abril de 1853) fue un político estadounidense. Miembro de la Cámara de Representantes de Estados Unidos por Carolina del Norte, senador por Alabama y 13.er vicepresidente de Estados Unidos.
Entre 1834 y 1844 vivió con su amigo, el político James Buchanan (quien sería presidente de Estados Unidos entre 1857 y 1861).
A principios de 1853 viajó a la isla de Cuba para convalecer de una tuberculosis. Mientras estaba allí, se le avisó que había ganado las elecciones presidenciales junto con Franklin Pierce. El 24 de marzo de 1853 juró como vicepresidente de Estados Unidos cerca de la villa de Matanzas (Cuba) ―fue el primer y único vicepresidente estadounidense que juró fuera de su país―. Regresó inmediatamente a Estados Unidos, pero falleció de su enfermedad habiendo estado 45 días en ese cargo.